# تولگوزباش
تولگوزباش (به لاتین: Tulguzbash) یک منطقهٔ مسکونی در روسیه است که در باشقیرستان واقع شده‌است.